# جوزيف بي. لانكستر
جوزيف بي. لانكستر (بالإنجليزية: Joseph B. Lancaster) هو قاضي ومحامي وسياسي أمريكي، ولد في 1790 في كنتاكي في الولايات المتحدة، وتوفي في 25 نوفمبر 1856 في تامبا في الولايات المتحدة. حزبياً، نشط في حزب اليمين. وقد انتخب عضو مجلس نواب فلوريدا.